# Tachinaephagus renshi
Tachinaephagus renshi är en stekelart som beskrevs av Trjapitzin 1985. Tachinaephagus renshi ingår i släktet Tachinaephagus och familjen sköldlussteklar. Inga underarter finns listade i Catalogue of Life.